# Spice Girls
Spice Girls byla britská dívčí skupina založená v roce 1994. Tvořily ji Victoria Beckham, Melanie Brown, Emma Bunton, Melanie Chisholm a Geri Halliwell. Patří mezi jednu z nejúspěšnějších skupin 90. let 20. století, dle BBC se dokonce jedná o nejlépe prodávanou dívčí skupinu všech dob. V roce 2016 skupina ohlásila comeback, i když pouze trojice mimo Victorie a Melanii Chrisholm. Nově budou vystupovat pod jménem GME (odkaz na křestní jména).

## Historie

### 1994–2001
Členky skupiny byly Victoria Adams (dnes Beckham), Emma Bunton, Melanie Chisholm, Melanie Brown a Geri Halliwell. Geri Halliwell skupinu opustila v roce 1998, aby se věnovala sólové kariéře (dosud vydala tři sólová alba – Schizophonic (1997), Scream If You Wanna Go Faster (2001) a Passion (2007)). Po jejím odchodu zbylé 4 členky vydaly singl „Goodbye“, aby se před pauzou vynucenou těhotenstvím Victorie Beckham a Melanie Brown rozloučily s fanoušky. Tímto singlem vytvořily rekordní sérii 4 vánočních singlů po sobě – „2 Become 1“ (1996), „Too Much“ (1997), „Viva Forever“ (1998) a „Goodbye“ (1999) v čele britské hitparády.[zdroj?] Mezi tím se Melanie C a Emma začaly věnovat sólovým projektům (Northern Star a A Girl Like Me), po porodu vydaly i Melanie B a Victoria sólové CD (Hot a VB). V roce 2000 vydaly Spice Girls, ve čtyřech, třetí album Forever (2001), po jeho neuspokojujících prodejích, i když se dostalo na druhé místo v Britské hitparádě a singl „Holler/Let Love Lead The Way“ stanul, i když jen na týden, v čele britské hitparády prodejnosti, spolu členky přestaly fungovat jako Spice Girls a naplno se věnovaly svým sólovým hudebním a filmovým projektům. Sólově vydaly už celkem 12 alb. Nevyloučily ale možnost, že spolu ještě někdy budou v budoucnosti vystupovat.

### Návrat (2007)
V roce 2007 ohlásily, že se seskupují znovu, společně i s Geri Halliwell. Natočily nové písně (oficiálně vydány byly „Headlines“ a „Voodoo“) a společně s těmi nejlepšími dosavadními je vložily na nové cd s největšími hity nazvané jednoduše Greatest Hits, které vyšlo ve třech verzích (samotné CD; CD + DVD (se všemi dosavadními videoklipy; deluxe verze se 3CD: Greatest Hits, remixové CD a karaoke CD + DVD s videoklipy). V prosinci 2007 vyrazily na velmi úspěšné turné The Return Of The Spice Girls. První Londýnský koncert uvedený do prodeje byl vyprodán za rekordních 38 sekund, a celé turné se postupně rozšiřovalo z původních 11 koncertů na konečných 47. V únoru Spice Girls oznámily, že kvůli rodinným i pracovním závazkům turné ke konci února, po absolvování americké části, ukončí. Tudíž na koncerty mimo Evropu a Severní Ameriku – v Jižní Americe, Africe, Austrálii a Japonsku nikdy nedošlo. Členky poděkovaly fanouškům za přízeň a podporu a opět nevyloučily možné další společné projekty. Melanie C se dále věnuje hudební kariéře (propagace 4.alba This Time), Geri Halliwell se chystá vydat (od května do prosince 2008) sérii 3šesti dětských knížek Ugenia Levander, Victorie se hodlá dále věnovat módnímu průmyslu a Emma s Melanie B žádné plány prozatím neoznámily.

### 2012
V roce 2012 jsme mohli Spice Girls i přes komplikace zahlédnout opět dohromady dost možná naposled při vystoupení na závěrečném ceremoniálu Letních olympijských her v Londýně.

## Členky
- Victoria Beckham (Posh Spice) 1994–2001; 2007–2008
- Melanie Brown (Scary Spice) 1994–2001; 2007–2008
- Emma Bunton (Baby Spice) 1995–2001; 2007–2008
- Melanie Chisholm (Sporty Spice) 1994–2001; 2007–2008
- Geri Halliwell (Ginger Spice) 1994–1998; 2007–2008

## Diskografie

### Studiová alba
- 1996: Spice
- 1997: Spice World
- 2000: Forever

### Kompilace
- 2007: Greatest Hits

### Singly
číslo v závorce udává umístění v britské singlové hitparádě + rok uvedení
- „Wanna be“ (1.) – 1996
- „Say You'll Be There“ (1.) – 1996
- „2 Become 1“ (1.) – 1996
- „Mama“ (1.) – 1996
- „Who Do You Thing You Are?“ (1.) – 1996
- „Move Over“ (Pepsi promo singl) – 1997
- „Spice Up Your Life“ (1.) – 1997
- „Too Much“ (1.) – 1997
- „Stop“ (2.) – 1998
- „Viva Forever“ (1.) – 1998
- „Goodbye“ (1.) – 1999
- „Holler“ (1.) – 2000
- „Let Love Lead The Way“ (1.) – 2001
- „Headlines (Friendship Never Ends)“ (11.) – 2008